# Cantó de Creis Nord
El cantó de Creis Nord és un cantó francès del departament de la Droma, situat al districte de Diá. Té 15 municipis i el cap és Creis.
En formen part els municipis d'Alèis, Aouste-sur-Sye, Beaufort-sur-Gervanne, Cobonne, Creis, Eurre, Gigors-et-Lozeron, Mirabel-et-Blacons, Montclar-sur-Gervanne, Montoison, Ombleses, Ourches, Plan-de-Baix, Suze-sur-Crest i Vaunaveys-la-Rochette.
| Data d'elecció                           | Identitat        | Partit        | Qualitat |
| ---------------------------------------- | ---------------- | ------------- | -------- |
| 1951-1964                                | M. Seguin        | Divers droite |          |
| 1964-1982                                | Maurice Rozier   | Divers gauche |          |
| 1982-2001                                | Henri Eyraud     | UDF           |          |
| 2001-2008                                | Danielle Breyton | Divers droite |          |
| 2008-                                    | Jean Serret      | PS            |          |
| les dades anteriors no són pas conegudes |                  |               |          |